# Cometes melzeri
Cometes melzeri là một loài bọ cánh cứng trong họ Cerambycidae.